# Mario Pardini
Mario Pardini (n. 14 decembrie 1973, Lucca, Toscana, Italia) este un politician italian.